# Matt Bush
Pour les articles homonymes, voir Bush.
Matthew Brian Bush (né le 8 février 1986 à San Diego, Californie, États-Unis) est un lanceur de relève droitier des Rangers du Texas de la Ligue majeure de baseball.
Sa carrière est marquée de démêlés judiciaires qui culminent par 39 mois d'emprisonnement pour avoir sérieusement blessé un motocycliste en conduisant un véhicule en état d'ivresse en mars 2012. Sorti de prison, Matt Bush fait ses débuts dans le baseball majeur à l'âge de 30 ans en mai 2016.

## Biographie
Matt Bush est le tout premier athlète réclamé au repêchage amateur de juin 2004. Joueur à l'école secondaire Mission Bay de San Diego, il est repêché par l'équipe locale, les Padres de San Diego. Bush, 18 ans, est alors un joueur d'arrêt-court en plus d'être lanceur, et il perçoit à la signature de son premier contrat professionnel une prime de 3,15 millions de dollars. Le 20 juin 2004, moins de deux semaines après la signature de ce contrat, Bush, après avoir consommé de l'alcool même s'il n'a pas l'âge légal d'en boire, est arrêté à Peoria, en Arizona, où les Padres ont un site d'entraînement, et accusé de voies de fait et d'avoir troublé l'ordre public après des incidents survenus dans un bar. Les accusations sont abandonnées et il est brièvement suspendu par le club de San Diego. C'est le premier d'une longue série d'incidents et de démêlés judiciaires pour le jeune athlète.
Sur le terrain, Bush éprouve des difficultés à s'imposer en tant qu'arrêt-court dans les ligues mineures et les Padres de San Diego décident d'en faire un lanceur à temps plein en 2007. En août 2007, il doit être opéré pour une blessure à un ligament du coude droit. Il subit une opération Tommy John.
En convalescence à la suite de l'opération, Bush est le 4 février 2009 impliqué dans un incident à El Cajon en Californie. Il est accusé de voies de fait pour avoir agressé des joueurs de crosse. Les Padres transfèrent alors son contrat aux Blue Jays de Toronto. Un mandat d'arrêt est aussi émis contre lui lorsqu'il est découvert qu'il ne s'est jamais présenté devant un tribunal à San Diego en avril 2005 pour répondre à des accusations de possession d'alcool lorsqu'il était mineur, après avoir été pris en flagrant délit par un policier en avril 2004. En juillet 2009, Bush plaide coupable aux accusations de voies de faits contre les joueurs de crosse, ainsi qu'à des accusations de conduite dangereuse d'un véhicule et de vandalisme, des incidents pour lesquels il présente des excuses et qu'il attribue à un problème d'alcoolisme. Il est condamné à des travaux communautaires, se voit interdire de consommer de l'alcool durant une probation de 3 ans, et est envoyé en traitement pour alcoolisme.
Il ne joue aucun match dans l'organisation des Blue Jays de Toronto, qui le libèrent de son contrat moins de deux mois après l'avoir acquis de San Diego. Bush fait son retour dans le baseball professionnel en 2010 comme lanceur avec des clubs mineurs affiliés aux Rays de Tampa Bay. 

### Emprisonnement
Le 22 mars 2012, Matt Bush est arrêté sur la Tamiami Trail à Port Charlotte. 
Bush, qui ne possède ni véhicule ni permis de conduire valide, est au volant du Dodge Durango d'un coéquipier lorsqu'il renverse et roule sur un motocycliste de 72 ans, le blessant sérieusement. Bush est notamment accusé de conduite en état d'ivresse et d'avoir fui la scène d'un accident. Son alcoolémie de 0,18 est plus du double de la limite permise pour conduire un véhicule routier en Floride. Il plaide non coupable et affirme n'avoir aucun souvenir d'avoir frappé un motocycliste. Après avoir changé son plaidoyer pour no contest, il reçoit en décembre 2012 une peine d'emprisonnement de 51 mois.
La victime de l'accident, Anthony Tufano, intente une poursuite au civil de 5 millions de dollars - finalement réglée hors cour pour 400 000 dollars - contre Matt Bush et Brandon Guyer, le joueur de baseball à qui appartenait le véhicule conduit par Bush. Incarcéré depuis le printemps 2012, Matt Bush quitte la prison le 30 octobre 2015. Il passe au total 39 mois en prison.

### Rangers du Texas
En décembre 2015, Matt Bush tente un retour dans le baseball professionnel et accepte un contrat des ligues mineures avec les Rangers du Texas. Sobre depuis 2012, Matt Bush fait à 30 ans ses débuts dans le baseball majeur comme lanceur de relève des Rangers du Texas le 13 mai 2016. 
Il connaît une bonne première saison dans les majeures. En 58 sorties en relève pour Texas, il maintient une moyenne de points mérités de 2,48 en 61 manches et deux tiers lancées, avec 61 retraits sur des prises, 7 victoires, deux défaites et un sauvetage.